# Tourisme dans la Communauté autonome du Pays basque
 (novembre 2011).
Si vous disposez d'ouvrages ou d'articles de référence ou si vous connaissez des sites web de qualité traitant du thème abordé ici, merci de compléter l'article en donnant les références utiles à sa vérifiabilité et en les liant à la section « Notes et références ».

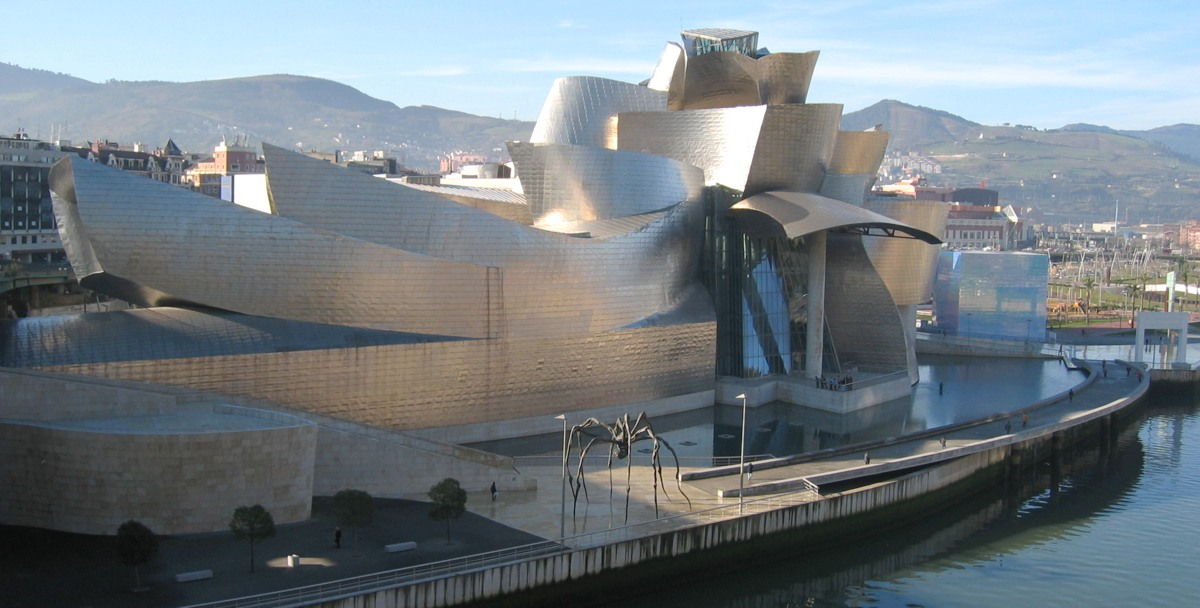
Le musée Guggenheim à Bilbao.

Le tourisme dans la Communauté autonome basque a vu 1 991 790 voyageurs en 2009 selon les informations de l'Eustat (Institut basque de la statistique).

## Villes

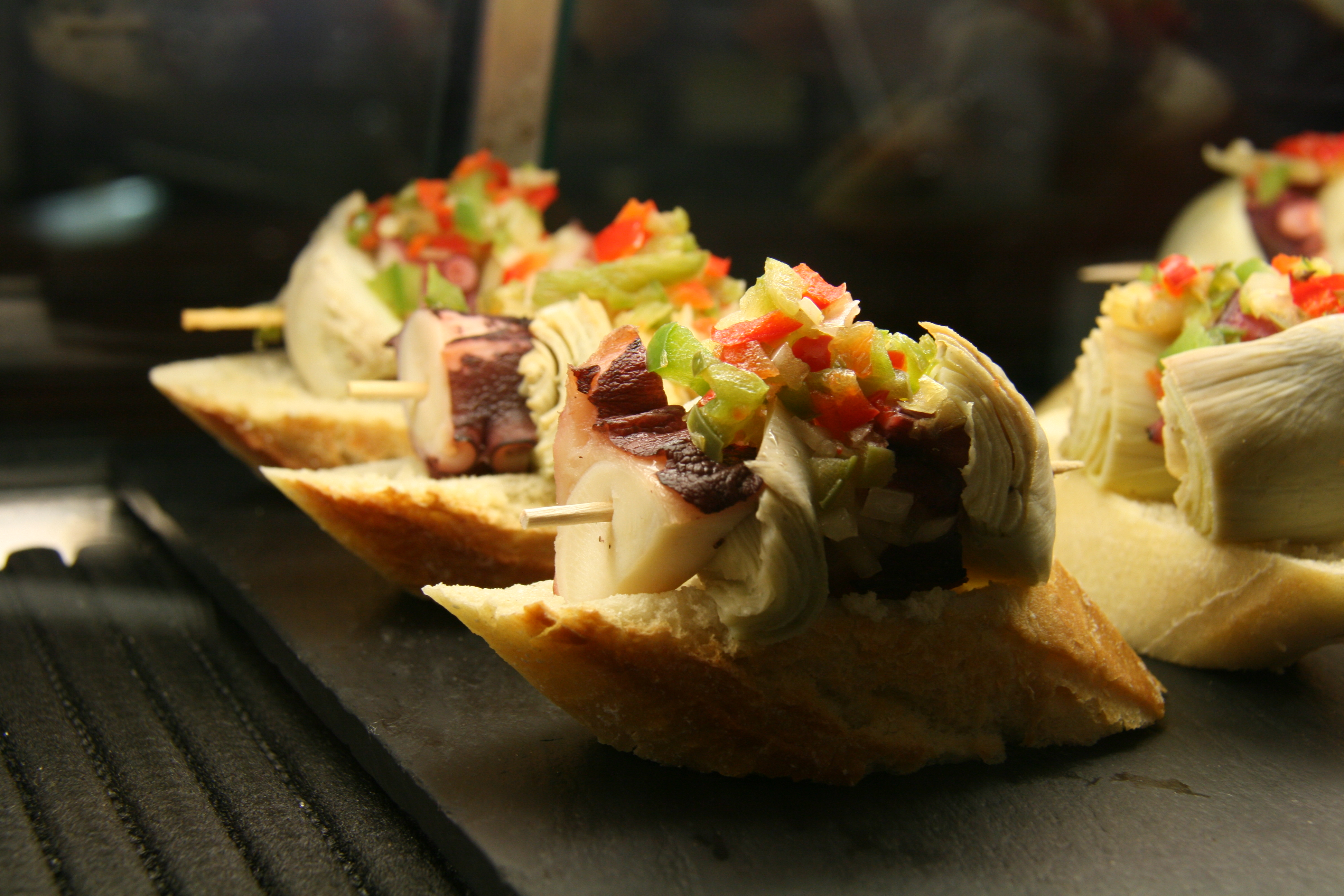
Pintxo

### Saint-Sébastien
Saint-Sébastien est la deuxième ville au monde ayant le plus d'étoiles au guide Michelin par mètre carré.
En octobre 2011, Saint-Sébastien a été élue la ville espagnole ayant la meilleure gastronomie d'Europe lors de la première édition des prix Traveller's Choice "Gastronomie & Vins" . Elle a été élue Capitale Européenne de la culture 2016 .

### Vitoria-Gasteiz

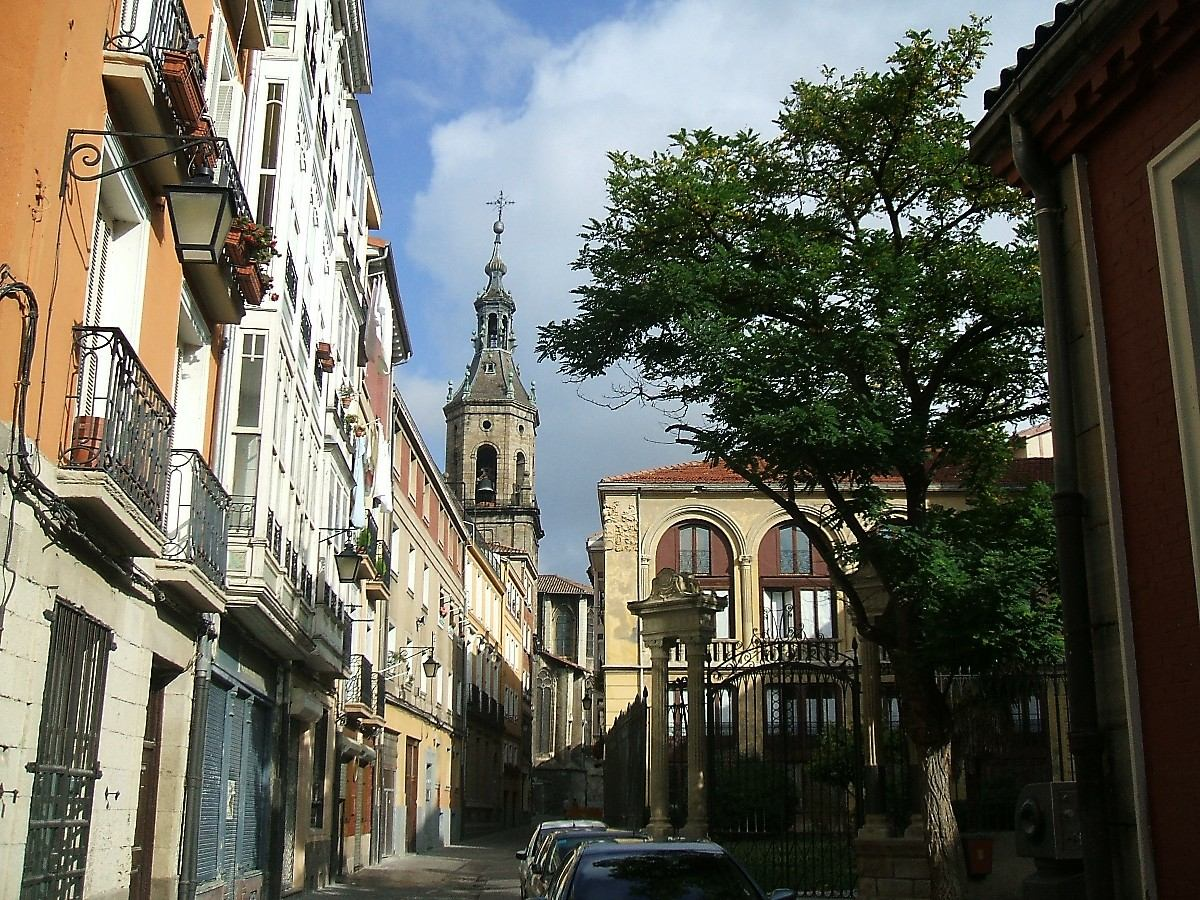
Vitoria-Gasteiz

La Commission Européenne a élu le 22 octobre 2010, Vitoria-Gasteiz « Capitale Verte Européenne 2012 » .

## Nature

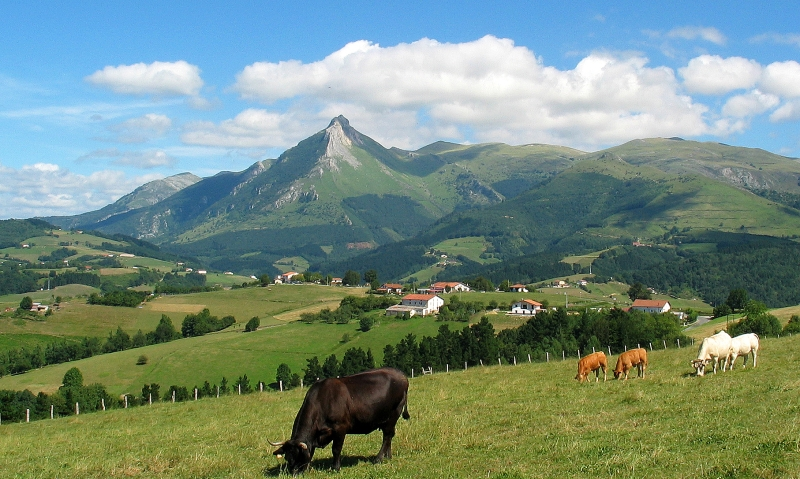
Txindoki

Les 7 200 km2 de superficie qu'occupe la Communauté autonome basque sont marqués par deux types de paysages : une côte verte, humide et montagneuse (où sont situés les territoires de Biscaye, du Guipuscoa et la montagne d'Alava) et les plaines méridionales d'Alava, vastes et sèches[réf. nécessaire]. Entre les deux extrêmes, la Llanada Alavesa (plaine d'Alava) est une zone de transition. Il s'agit de 19 espaces naturels de différentes catégories , répartis sur toute la superficie de la Communauté autonome, et qui peuvent tous être visités. Dix d'entre eux ont le statut de parc naturel : Peñas de Aia, Pagoeta et Aralar dans la province du Guipuscoa ; Izki, Valderejo et Entzia dans la province d'Alava; Gorbea et Urkiola dans les provinces d'Alava et Biscaye ; Armañón en Biscaye et Aizkorri dans les provinces du Guipuscoa et Alava. Il existe également six biotopes protégés : Inurritza, Leizaran et le flysch dans la province du Guipuscoa ; Itxina et Gaztelugatxe en Biscaye ; et les étangs de Laguardia dans la province d'Alava. Dans cet environnement rural se trouvent quelques monuments religieux, comme l'ermitage roman de La Antigua, à Zumarraga, le Sanctuaire de Nuestra Señora de Arantzazu, sainte patronne du Guipuscoa, ou la basilique de Saint-Ignace de Loyola. 

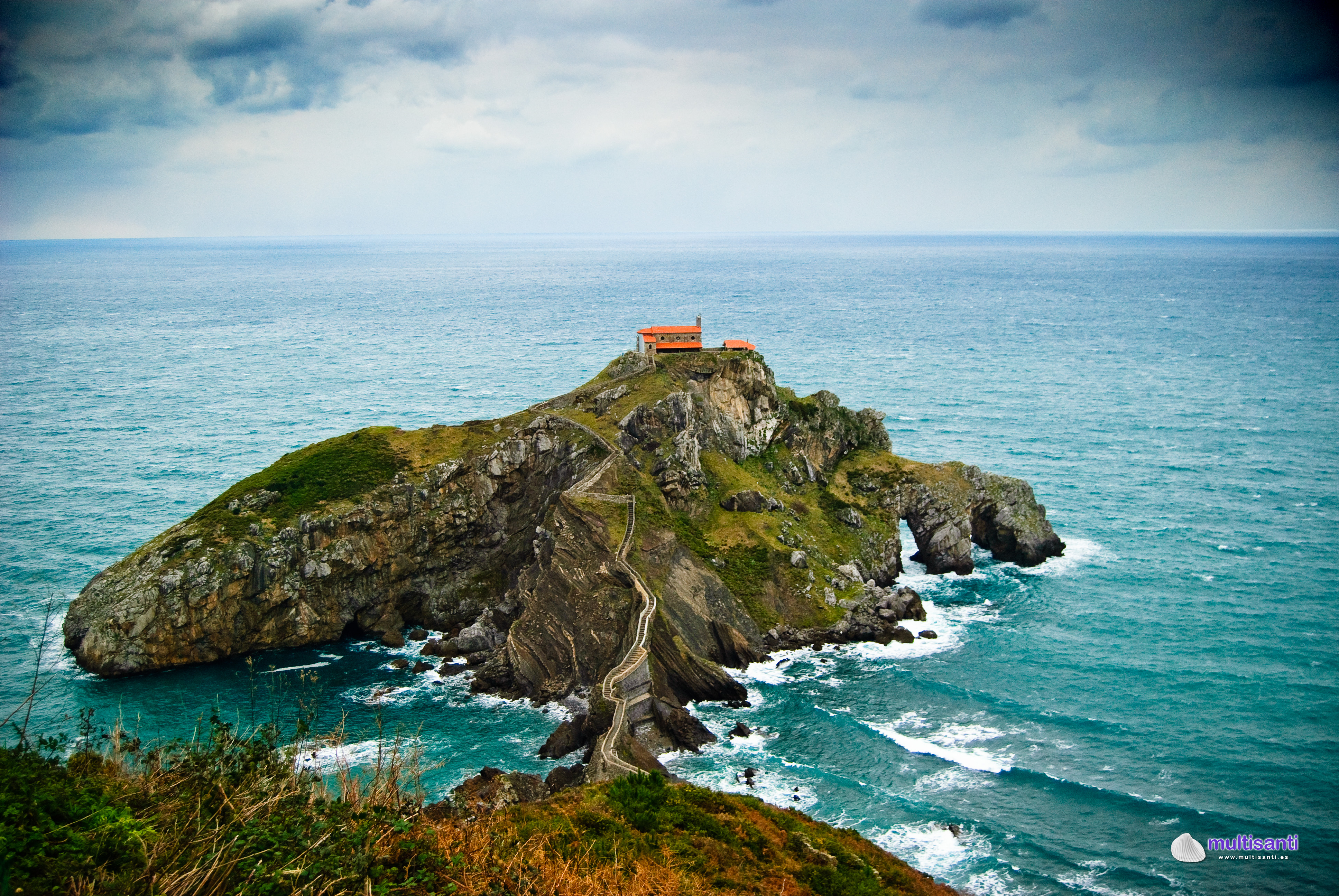
Gaztelugatxe

La côte de la Communauté autonome basque est composée de plus de 250 kilomètres de plages, de bancs de sable, d'îles, de rias, de marais, de falaises, de villages de pêcheurs[réf. nécessaire].